# 大御堂美唆
大御堂 美唆（おみど みさ、1971年4月27日 - ）は、東京都出身のインテリアスタイリスト。

## 人物
女子美術大学付属高等学校、女子美術大学短期大学部造形科彫塑教室卒業。
インテリアスタイリストの鈴木由美子に師事。1996年に独立。現在は、テレビ、雑誌、CMなどのインテリアプロデュース、インテリアアドバイスのほかに、商業店舗、個人住宅の改装を手がける。テレビ出演、雑誌インタビュー・特集多数。
2006年12月8日に結婚。2008年3月3日に第1子（長男）を出産。出産後から子供部屋のリフォーム（改装）、インテリアコーディネートを新規に行う。身近に存在する素材や100円ショップ、無印良品、イケアで購入できる簡素で低価格材料を用いた手作りインテリアを得意としている。
メールダイアリー、ブログでは、子育ての愚痴や育児の話題を中心に、インテリア雑貨、料理などの情報を更新している。不定期で手作り雑貨教室を開講している。2009年6月には自宅を建て替えた経験をもとに新刊本を出版し自らの収納術を公開。自宅収納の大部分は自身の物品（靴、服など）が占拠しており、夫の物品はごくわずかである。

## 主な出版物・出版監修
- 大御堂美唆さんのすっきり収納マジック（セブン&アイ出版、2003年）
- お部屋改装思いのまま! -大御堂美唆のインテリア・マジック-（主婦と生活社、2003年）
- 部屋がどんどん片付く本（昭分社、2005年）
- 大御堂美唆の家族が幸せになる家、建てました（オレンジページ、2009年6月）

## 主なテレビ出演
- 「ジャスト」（TBS系）お部屋改装し隊（不定期）
- 「2時っチャオ!」（TBS系）（不定期）
- 「全国一斉!日本人テスト」（フジテレビ系）（監修・出演、不定期）
- 「朝はビタミン!」（テレビ東京系）（不定期）
- 「どん底旅館奮闘記」（テレビ東京系）（2008年7月27日放送）
- 「知っとこ!」（TBS系）（2009年7月11日放送）
- 「ものスタMOVE」（テレビ東京系）（2010年3月10日、4月19日放送）

## 主な雑誌掲載
- オレンジページインテリアホーム（オレンジページ）
- すてきな奥さん（主婦と生活社）
- ひとり暮らしをとことん楽しむ（主婦と生活社）
- vivi（インテリア特集）（講談社）
- surprise（別冊エッセ）（扶桑社）